# 赫克斯特
赫克斯特（德語：Höxter，發音：[ˈhœkstɐ] ⓘ）是德国北莱茵-威斯特法伦州代特莫尔德行政区赫克斯特县的城市，也是赫克斯特县的县治，面积158.16平方千米，2023年12月31日人口为28,749人。

## 友好城市
赫克斯特市与以下城市结为友好城市：
- 法國 科尔比
- 英国 萨德伯里